# Йоргос Янулис
Георгиос (Йоргос) Янулис (на гръцки: Γιώργος Γιαννούλης) е деец на Комунистическата партия на Гърция (КПГ) по време на Гражданската война в Гърция, партизански военачалник.

## Биография
Георгиос Янулис е роден в 1915 година в костурското село Борботско.  Завършва гимназия в 1934 година и в 1935 година постъпва в Юридическия факултет на Атинския университет. През същата година става член на КПГ. В 1938 година завършва и изпълнява военната си служба в Школата за запасни офицери на Сирос, където се отличава сред състудентите си с военните си умения. В училището Янулис става член на антифашистката организация на офицерите. В 1940 година, когато избухва Италианско-гръцката война (1940-1941) се сражава на Албанския фронт, където е ранен. След разгрома на Гърция от Германия, се присъединява към Националния освободителен фронт на Гърция (ЕАМ) и е един от първите организатори на Гръцката народна освободителна армия (ЕЛАС) в Костенарията и селата Висанско, Жужел, Борботско, Слатина, Селско. През януари 1943 година е назначен за член на Щаба на ЕЛАС в Грамос. Той е натоварен да организира кампанията на първите групи на ЕЛАС на Грамос. След споразумението от Варкиза от 1945 година, през периода на белия терор, Янулис, подобно на други комунисти, намира убежище в Булкес, Югославия. Там, през лятото на 1946 година получава заповед от КПГ да организира първите партизански групи в Грамос. Става офицер на Демократичната армия на Гърция (ДАГ) и получава званието подполковник. През 1947 година е в Щаба на Централна-Западна Македония. След това през 1948 г. той поема като командир на 102-ра бригада, която принадлежи към 670-те части, принадлежащи директно към Генералния щаб.
На 14 юни 1948 година започва голямата битка на Грамос, която продължава 70 дни до изтеглянето на ДАГ на Вич на 20/21 август. На 4 септември 1948 година заповедта обявяваща екзекуцията на Янулис, подписана от Маркос Вафиадис, е съобщена на офицерите и бойците на ДАГ. Съобщението гласи, че на 20 август 1948 година военният трибунал на 670 военна част е осъдил на смърт и екзекутирал бившия подполковник от ДАГ Георгиос Янулис. Янулис е обявен за пряко отговорен за загубата на Каменик, на Голио, както и на Батра. По това време Вафиадис вече не е главнокомандващ, тъй като в края на август е изпратен на лечение в Албания и след това в Москва.